# Вельки-Дул
Ве́льки-Дул (пол. Wielki Dół ) — село в Польше в сельской гмине Мехув Мехувского повета Малопольского воеводства.
Село располагается в 5 км от административного центра повета города Мехув и в 30 км от административного центра воеводства города Краков.
В 1975—1998 годах село входило в состав Келецкого воеводства.